# 裂叶鳞蕊藤
裂叶鳞蕊藤（学名：Lepistemon lobatum）为旋花科鳞蕊藤属的植物，为中国的特有植物。分布于中国大陆的广西、广东、福建、浙江、海南等地，见于枫树林中、山谷疏林和水沟旁，目前尚未由人工引种栽培。